# Christopher Lenz
 (août 2025).
Christopher Lenz, né le 22 septembre 1994 à Berlin, est un footballeur allemand qui évolue au poste d'arrière gauche au TSG Hoffenheim.

## Biographie

### En club
Formé au Hertha BSC, Lenz passe ensuite par le Borussia Mönchengladbach, où il s'affirme au sein de l'équipe réserve, avant de retourner dans sa vile natale, au 1. FC Union Berlin, en 2016.
Arrivé à l'Union alors que le club évolue encore en deuxième division, Lenz fait ses débuts professionnel le 16 octobre 2016, contre le Hanover 96 en championnat. Mais, après une saison où il ne connaît pas plus de temps de jeu, il est prêté au Kieler SV Holstein en janvier 2020 pour la fin de la saison en cours et la suivante, où le club de Kiel accède entre-temps à la 2. Bundesliga.
De retour à Berlin, Lenz devient un joueur régulier de l'effectif, avec qui il accède au plus haut niveau allemand.

### En sélection
Alors qu'il est dans la formation du Herta Berlin, Christopher Lenz fait partie des équipes de jeunes allemandes, passant notamment une saison avec l'équipe des moins de 19 ans.

## Palmarès
| 1. FC Union Berlin - 2. Bundesliga - 3e place : 2019 Eintracht Francfort - Ligue Europa (1) : - Vainqueur : 2022. |